# Otus madagascariensis
Otus madagascariensis (лат.) — вид птиц рода совки семейства совиных. Обитают на юге и восточной части Мадагаскара. Сходны с мадагаскарской совкой. Подвидов не выделяют.

## Описание
Длина тела с хвостом варьирует от 20 до 22 см, масса от 85 до 115 грамм, самка на 15 грамм тяжелее самца. Верхняя часть тела коричневато-серая с белой полосой на крыле; нижняя часть тела светло-серая. Перья на ушах короткие, глаза жёлтые, клюв черноватый.

## Места обитания
Встречаются во влажных и более сухих лесах, на равнинах, во влажных зарослях кустарника и в парках.